# Ампуллярия
Ампуллярия (лат. Pomacea bridgesii) — вид брюхоногих моллюсков из семейства Ampullariidae отряда Architaenioglossa. Пресноводные улитки, пользующиеся большой популярностью среди аквариумистов, так как способны очищать стенки аквариума от разросшихся водорослей и являются его украшением, имея красивый экзотический вид. Однако практика разведения этих улиток показывает, что только содержание их с недостаточным уровнем кормления может привести к попыткам очистки стенок аквариума.
С 2013 года в Европейском союзе действует запрет на ввоз и распространение ампуллярий. Вопрос о запрете начался с того, что было установлено, что ампуллярии нанесли урон посевам риса в дельте реки Эбро в Испании.

## История появления
История появления такой популярной среди аквариумистов улитки как ампуллярия своими корнями уходит в самое начало XX века. Из Южной Америки в Европу они были завезены в 1904 году. Первыми этих улиток завели в Германии, после этого ампуллярия получила широкое распространение по всему миру. Ампуллярии очень разнообразны, они относятся к двоякодышащим моллюскам, среди которых можно увидеть как маленьких представителей этого семейства, так и достаточно больших, гигантов в мире улиток, например Pomacea maculata, чей размер достигает 5—8 см. Имея одновременно жабры и лёгкие, она может дышать как растворённым в воде кислородом, так и находящимся вне воды, который она получает благодаря специальной дыхательной трубке — сифону, который она может высовывать из воды.

## Внешний вид
Ампуллярия очень похожа на моллюсков живородок из рода Viviparus. Она имеет завитую раковину светло-коричневого цвета с более тёмными полосками, хотя расцветка может иметь различные варианты, от очень светлой до совсем тёмной. У этого моллюска есть оперкулюм — небольшая роговая крышечка, расположенная на задней части ноги, эта крышечка есть не что иное, как своеобразная «дверь» для ампуллярии, с помощью которой она закрывает устье своей раковины, когда в неё прячется. Глаза улитки жёлто-золотистого цвета. Этот моллюск имеет щупальца, которые являются органами осязания, а очень острое обоняние помогает ей безошибочно находить место нахождения корма.

## Питание ампуллярии
Улитка всеядна, основой её пищи в природе являются растения, но при аквариумном содержании этот моллюск с удовольствием поглощает мотыль, мясо и другую пищу животного происхождения. Стоит брать на заметку, что в аквариуме ампулярия редко отличает мёртвую и спящую рыбу, что представляет для неё большую опасность. Опытные аквариумисты никогда не станут заводить ампуллярию в искусственном водоёме, в котором растут редкие и ценные мягколистные растения — улитка их быстро уничтожает. Лучше всего воспользоваться её всеядностью и поместить в аквариум, заросший водорослями, на которых оседают остатки корма, предназначенного для рыб. Они прекрасно очищают довольно большие объёмы и вода в аквариумах, где живут ампуллярии, как правило, гораздо чище, чем в тех, где их нет. Если аквариум засадить таким растением как элодея канадская, которая является несъедобной для улитки, то можно добиться прекрасного содружества и получить биологическое равновесие в искусственном водоёме. Кормить ампуллярий можно салатом, скобленым мясом и даже ошпаренной манкой. То, чем улитка грызёт лист, не является в строгом смысле этого слова челюстями, а представляет собой особое устройство, предназначенное в основном для соскабливания пищи — радулу (тёрку). Откусывать от листа могут только крупные ампуллярии, у которых боковые придатки радулы достаточно мощные.

## Условия содержания
Рекомендуемые условия содержания: 10 литров воды на одну улитку, частая подмена воды, мягкий грунт, жёсткие листья растений. Что касается рыб, вместе с которыми будет жить ампуллярия, то наиболее приемлемым вариантом будет содержание её вместе с небольшими живородящими рыбками, или сомиками, так как хищные рыбы, такие как цихлиды, различные крупные лабиринтовые, могут принести ампулляриям вред и даже полностью истребить их.
Аквариум, где живут эти улитки, необходимо держать закрытым сверху, так как ампуллярии любят ползать по стенкам своего жилища и могут выползти из него и погибнуть через какое-то время без воды. При их содержании не является принципиальной жёсткость воды, её температура может колебаться в достаточно больших пределах, от 15 до 35 °C.

## Разведение

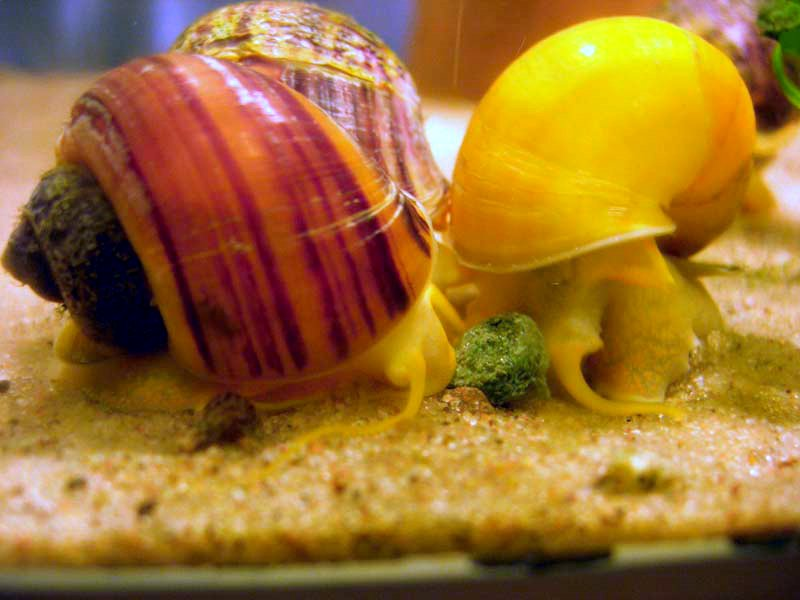
Ампуллярии

Ампуллярии являются двуполыми моллюсками. Они откладывают яйца не в воде, а на суше. После оплодотворения подыскивает наиболее благоприятное место для размещения кладки. Яйца, довольно крупные, достигающие 2 мм в диаметре, откладываются в тёмное время суток и прилипают к стеклу аквариума, расположенному выше уровня воды. Она сама формирует кладку, которая сначала имеет более мягкую консистенцию, а после формирования и прикрепления, приблизительно через сутки, становится твердой и имеет светло-розовый цвет. 

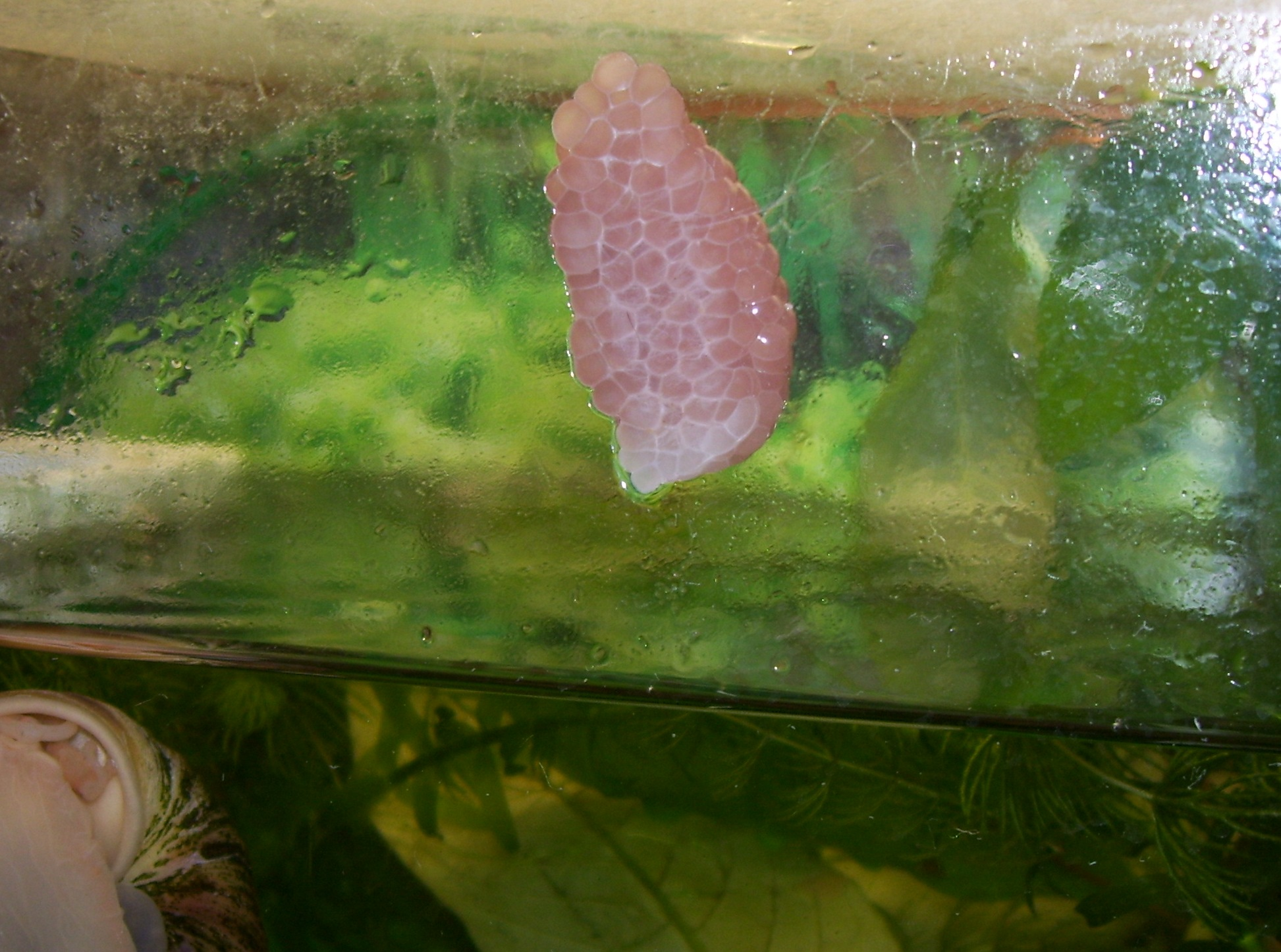
Кладка ампуллярии

 По прошествии некоторого времени, по мере формирования маленьких улиток внутри яиц, кладка темнеет и к концу созревания становится почти чёрной.
Молодые улитки выводятся на 12—24 день. Такая разница обусловлена температурой воды: чем выше температура, тем раньше выводятся улитки. Для удачного выводка необходима и нормальная влажность воздуха. Если кладка подвергается излишнему нагреванию, например, от аквариумной лампы освещения, она высыхает и зародыши погибают, но и в воде она быть не должна, так как вода может убить развивающихся улиток, размыв верхний слой яиц. Идеальными условиями для кладки можно считать аквариум с чистой водой температурой около 28 градусов, накрытый крышкой.
Если все условия соблюдены, маленькие улитки выводятся без всякой посторонней помощи, проделывая себе выход в оболочке и попадают в воду. Выращивают молодых особей ампуллярии отдельно от взрослых особей, в небольших объёмах воды. Основным питанием растущих улиток является растительный корм и мелкие циклопы. Растут улитки быстро, но нужно помнить, что не только питание играет роль в их росте. Очень чувствительны молодые особи к чистоте воды, поэтому необходимо следить за её качеством и частично менять, или подвергать фильтрации. После небольшого перерыва после кладки яиц самка повторяет её, но уже откладывает меньшее количество яиц, так может продолжаться круглый год, если условия в аквариуме благоприятны для ампуллярии. Первую кладку самка делает в возрасте 1 года или чуть старше.